# Nekrolog 3. Quartal 1939
Nekrolog
◄◄
| ◄
| 1935
| 1936
| 1937
| 1938
| 1939 | 1940 | 1941 | 1942 | 1943 | ► | ►►
1. Quartal |
2. Quartal |
3. Quartal |
4. Quartal 1939
Weitere Ereignisse | Allgemeiner Nekrolog 1939
Die Beschreibung der verstorbenen Person sollte so kurz wie möglich gehalten sein und nur deren signifikante Tätigkeit(en) enthalten.
Neue Namen ggf. auch unter dem Geburts- und Sterbedatum, also etwa unter 1. Januar und im Geburts- und Sterbejahr (2024) eintragen (nur bei entsprechender großer Wichtigkeit). Für Beispiele siehe die schon vorhandenen Artikel.
Außerdem über die fünf zuletzt Verstorbenen, zu denen es einen ausreichend guten Artikel für eine Präsentation auf der Hauptseite gibt, nach der todesbedingten Überarbeitung der Artikel ggf. auch unter Wikipedia Diskussion:Hauptseite informieren und sie am besten auch in den anderen Wikipedia-Sprachversionen eintragen. Tipp: Regelmäßig bei news.google.de nach „ist tot“, „gestorben“ oder „verstorben“ suchen.
Wenn eine Person gestorben ist, gibt es viele Seiten zu dieser Person in der Wikipedia, die davon auch betroffen sind und entsprechend aktualisiert werden müssen. Beispiele: Namenübersichtsseite, Geburtsjahr, Geburtsort-Seiten und viele mehr.
Wie finde ich die betroffenen Seiten?
Im Suchfeld auf der linken Seite gibt man den Suchbegriff so ein: „Vorname Nachname“. Dann klickt man auf Volltext und alle Seiten mit entsprechendem Suchtext werden aufgerufen. Hier sieht man dann schnell, wo auch das Todesjahr Sinn macht oder sogar ein Teil des Artikels angepasst werden muss. Auch hilft das „Werkzeug“ auf der linken Seite sehr gut, um solche Seiten aufzufinden: „Links auf diese Seite“. Somit ist die Wikipedia wieder aktuell in allen Bereichen! Hinweis: bei Eintragung der Kategorie „Gestorben JAHR“ wird der Missbrauchsfilter 49 ausgelöst, was jedoch nicht schlimm ist. Siehe: Spezial:Missbrauchsfilter/49
Dies ist eine Liste von im dritten Quartal 1939 verstorbenen bekannten Persönlichkeiten. Die Einträge erfolgen innerhalb der einzelnen Daten alphabetisch sortiert. Tiere sind im Nekrolog für Tiere zu finden.

## Juli
| Tag      | Name                        | Beruf, bekannt als | Alter | Beleg |
| -------- | --------------------------- | --- | ----- | ----- |
| 1. Juli  | Louis Davids                | niederländischer Kabarettist und Revuekünstler                                                                                                 | 55    |       |
| 1. Juli  | Édouard Fabre               | kanadischer Leichtathlet | 53    |       |
| 1. Juli  | John A. Maguire             | US-amerikanischer Politiker | 68    |       |
| 1. Juli  | Alexander Reichert          | deutscher Zoologe | 80    |       |
| 2. Juli  | Otto Geißler                | deutscher Wasserbauingenieur und Hochschullehrer an der TH Hannover                                                                            | 67    |       |
| 3. Juli  | Ramiro Artieda              | bolivianischer Serienmörder | 49    |       |
| 3. Juli  | Hubert Gad                  | polnischer Fußballspieler | 24    |       |
| 4. Juli  | Hermann Abeking             | deutscher Maler, Grafiker und Illustrator | 56    |       |
| 4. Juli  | Harry W. Griswold           | US-amerikanischer Politiker | 53    |       |
| 4. Juli  | Oton Iveković               | jugoslawischer Maler | 70    |       |
| 4. Juli  | Bruno Liebich               | deutscher Indologe | 77    |       |
| 4. Juli  | Louis Wain                  | britischer Künstler | 78    |       |
| 5. Juli  | Peter Conze                 | deutscher Beamter | 78    |       |
| 5. Juli  | Lothar Foerster             | deutscher Verwaltungsjurist | 73    |       |
| 5. Juli  | Newton Gilbert              | US-amerikanischer Politiker | 77    |       |
| 6. Juli  | Franz Bunke                 | deutscher Maler | 81    |       |
| 6. Juli  | Frank A. Hazelbaker         | US-amerikanischer Politiker | 61    |       |
| 6. Juli  | Adolf Rohrbach              | deutscher Maschinenbauingenieur, Flugzeugkonstrukteur und Unternehmer                                                                          | 50    |       |
| 6. Juli  | Wilhelm Stiegeler           | deutscher Kaufmann | 68    |       |
| 6. Juli  | Ethel Wright                | englisch-britische Porträtmalerin, Illustratorin und Modell                                                                                    |       |       |
| 7. Juli  | Axel Hägerström             | schwedischer Philosoph | 70    |       |
| 7. Juli  | Clifton Penn-Hughes         | britischer Autorennfahrer | 34    |       |
| 7. Juli  | Fritz Skowronnek            | deutscher Autor und Landeskundler Masurens | 80    |       |
| 7. Juli  | Otto Snell                  | deutscher Psychiater und Klinikdirektor | 80    |       |
| 7. Juli  | Hans Steffan                | österreichischer Ingenieur und Lokomotiv-Konstrukteur                                                                                          | 61    |       |
| 7. Juli  | Claude A. Swanson           | US-amerikanischer Politiker | 77    |       |
| 8. Juli  | Havelock Ellis              | britischer Sexualforscher | 80    |       |
| 8. Juli  | Anna Pappritz               | deutsche Frauenrechtlerin und Abolitionistin                                                                                                   | 78    |       |
| 8. Juli  | Wilhelm Schloemilch         | deutscher Elektrotechniker | 68    |       |
| 8. Juli  | Heinrich Thon               | deutscher Verwaltungsjurist | 66    |       |
| 8. Juli  | Georg Wegener               | deutscher Geograph und Forschungsreisender | 76    |       |
| 9. Juli  | Carlo Chiostri              | italienischer Künstler und Illustrator | 76    |       |
| 9. Juli  | Eduard von Dellingshausen   | deutsch-baltischer Politiker; Ritterschaftshauptmann der Estländischen Ritterschaft (1902–1918) und Mitglied des russ. Reichsrates (1907–1912) | 76    |       |
| 9. Juli  | Louis Disbrow               | US-amerikanischer Automobilrennfahrer | 62    |       |
| 9. Juli  | Karl Gerhardt               | deutscher Verwaltungsbeamter | 74    |       |
| 9. Juli  | Maria Koszutska             | polnische Lehrerin, Politikerin und Parteifunktionärin (KPP)                                                                                   |       |       |
| 9. Juli  | Togawa Shūkotsu             | japanischer Literaturkritiker, Anglist und Essayist                                                                                            | 68    |       |
| 10. Juli | Georg Lichey                | deutscher Schriftsteller | 52    |       |
| 10. Juli | Paul Rieger                 | deutscher Rabbiner | 69    |       |
| 11. Juli | Hugo Erich von Boehmer      | deutscher Ingenieur und Patentanwalt | 81    |       |
| 11. Juli | Sam D. McReynolds           | US-amerikanischer Politiker | 67    |       |
| 11. Juli | Harold Temperley            | britischer Historiker | 60    |       |
| 12. Juli | Charles Granville Bruce     | britischer Offizier und Himalaya-Pionier | 73    |       |
| 13. Juli | Alfons Erle                 | österreichischer SA-Führer | 52    |       |
| 13. Juli | Hans Kiewning               | deutscher Archiv- und Bibliotheksdirektor, Historiker, Schriftsteller und Maler                                                                | 74    |       |
| 13. Juli | Warren Plimpton Lombard     | amerikanischer Physiologe | 84    |       |
| 14. Juli | Heva Coomans                | französisch-amerikanische Malerin | 79    |       |
| 14. Juli | Alfons Mucha                | tschechischer Plakatkünstler, Grafiker, Illustrator, Maler und Kunstgewerbler                                                                  | 78    |       |
| 14. Juli | Peter Panto                 | US-amerikanischer Gewerkschaftsaktivist und Hafenarbeiter                                                                                      |       |       |
| 14. Juli | Reinhard Zinkann            | deutscher Unternehmer und Mitbegründer von Miele                                                                                               | 70    |       |
| 15. Juli | Eugen Bleuler               | Schweizer Psychiater | 82    |       |
| 15. Juli | Carl Graham Fisher          | US-amerikanischer Unternehmer | 65    |       |
| 15. Juli | Karl List                   | österreichischer Politiker (CSP), Landtagsabgeordneter, Abgeordneter zum Nationalrat, Mitglied des Bundesrates                                 | 85    |       |
| 15. Juli | Sinaida Nikolajewna Reich   | russische Schauspielerin | 45    |       |
| 15. Juli | Valentin Zeileis            | Pionier der elektrophysikalischen Therapie | 65    |       |
| 16. Juli | Friedrich Moritz Brodauf    | deutscher akademischer Bildhauer | 66    |       |
| 16. Juli | Michael Krings              | deutscher Unternehmer und Politiker (Zentrum), MdR                                                                                             | 78    |       |
| 16. Juli | Henri Le Sidaner            | französischer Maler | 76    |       |
| 16. Juli | Bartholomeus Roodenburch    | niederländischer Schwimmer | 73    |       |
| 17. Juli | Oskar Braaten               | norwegischer Schriftsteller | 57    |       |
| 17. Juli | Auguste Kraus               | österreichische Opernsängerin | 85    |       |
| 17. Juli | Alwin Nachtweh              | deutscher Ingenieur, Konstrukteur und Hochschullehrer                                                                                          | 71    |       |
| 17. Juli | Pierre Vellones             | französischer Komponist | 50    |       |
| 18. Juli | Edmund Heller               | US-amerikanischer Zoologe | 64    |       |
| 18. Juli | Emich zu Leiningen          | Fürst zu Leiningen, preußischer Offizier | 73    |       |
| 18. Juli | Witold Maliszewski          | polnischer Komponist | 66    |       |
| 18. Juli | Paul Schneider              | deutscher evangelischer Pfarrer | 41    |       |
| 19. Juli | William Gordon Burn-Murdoch | schottischer Maler und Reiseschriftsteller |       |       |
| 19. Juli | Harry Hedegaard             | dänischer Schwimmer | 44    |       |
| 19. Juli | Hermann Koch                | deutscher Maler | 82    |       |
| 20. Juli | Walter Ackermann            | Schweizer Pilot und Schriftsteller | 36    |       |
| 20. Juli | Augustin Henninghaus        | deutscher Missionar und Bischof | 76    |       |
| 21. Juli | Heinrich Kretschmayr        | österreichischer Historiker und Archivar | 69    |       |
| 21. Juli | Béla Révész                 | ungarischer Fußballspieler und -trainer | 53    |       |
| 22. Juli | Pietro Boccaccini           | italienischer Pianist und Musikpädagoge | 95    |       |
| 22. Juli | Heinrich Gebhardt           | deutscher Marineoffizier, zuletzt Konteradmiral                                                                                                | 54    |       |
| 22. Juli | Ambroise Vollard            | französischer Kunsthändler, Galerist und Verleger                                                                                              | 74    |       |
| 23. Juli | Carl Moser                  | österreichischer Maler und Grafiker | 66    |       |
| 23. Juli | Linda Thelma                | argentinische Schauspielerin und Sängerin | ≈55   |       |
| 23. Juli | Carl Thiel                  | deutscher Organist, Kirchenmusike, Komponist und Hochschullehrer                                                                               | 77    |       |
| 25. Juli | Dietrich Mahnke             | deutscher Mathematikhistoriker | 54    |       |
| 25. Juli | Eduard von der Ropp         | Comes Romanus, Erzbischof von Mogiljow, Metropolit von Russland                                                                                | 87    |       |
| 25. Juli | Otto Seegy                  | deutscher Architekt und Baubeamter | 80    |       |
| 25. Juli | Maria Tusch                 | österreichische Politikerin (SDAP), Abgeordnete zum Nationalrat                                                                                | 70    |       |
| 26. Juli | Malcolm Champion            | neuseeländischer Schwimmer | 55    |       |
| 26. Juli | Carl Haeser                 | deutscher Maler | 68    |       |
| 26. Juli | Torpedo Billy Murphy        | neuseeländischer Boxer im Federgewicht | 75    |       |
| 26. Juli | Martin Sommerfeld           | deutscher Literaturwissenschaftler | 45    |       |
| 27. Juli | Hartley Burr Alexander      | US-amerikanischer Schriftsteller, Philosoph und Ethnologe                                                                                      | 66    |       |
| 27. Juli | Simon M. Hamlin             | US-amerikanischer Politiker | 72    |       |
| 27. Juli | Joseph Herzfeld             | deutscher Politiker (SPD, USPD, KPD), MdR | 85    |       |
| 27. Juli | José Martínez               | argentinischer Tango-Musiker und -Komponist | 49    |       |
| 27. Juli | Gertrud von Schlieben       | deutsche Schriftstellerin | 66    |       |
| 27. Juli | Morton Selten               | britischer Bühnen- und Filmschauspieler | 79    |       |
| 27. Juli | Eladio Victoria             | Präsident der Dominikanischen Republik | 74    |       |
| 27. Juli | Wilhelm Wolf                | österreichischer Politiker | 42    |       |
| 27. Juli | Anna Zanders                | deutsche Kulturstifterin | 80    |       |
| 28. Juli | Francesco Paolo Frontini    | italienischer Komponist | 78    |       |
| 28. Juli | Alfred Harker               | britischer Geologe | 80    |       |
| 28. Juli | William James Mayo          | US-amerikanischer Chirurg | 78    |       |
| 28. Juli | Beryl Mercer                | spanisch-britische Schauspielerin |       |       |
| 28. Juli | Ludolf von Uslar            | deutscher Marineoffizier, zuletzt Vizeadmiral                                                                                                  | 72    |       |
| 29. Juli | Carl Strathmann             | deutscher Maler | 72    |       |
| 29. Juli | Josef Zacherl               | österreichischer Politiker, Landtagsabgeordneter                                                                                               | 71    |       |
| 30. Juli | Fazl-i-Haqq                 | Linguist, Historiker und Schriftsteller | 51    |       |
| 30. Juli | Ralph Waldo Emerson Gilbert | US-amerikanischer Politiker | 57    |       |
| 30. Juli | Prosper L’Orange            | deutscher Ingenieur und Erfinder | 63    |       |
| 31. Juli | Richard Canaval             | österreichischer Montanist und Geologe | 84    |       |
| 31. Juli | Frank Hall                  | US-amerikanischer Sportschütze | 74    |       |
| 31. Juli | Hedwig Rosenbaum            | böhmische Tennisspielerin | 75    |       |
| 31. Juli | Hugo Wach                   | deutscher Architekt | 67    |       |
|          | Griffith Lerotholi          | Oberhaupt der Basotho |       |       |

## August
| Tag        | Name                                    | Beruf, bekannt als                                                                                       | Alter | Beleg |
| ---------- | --------------------------------------- | --- | ----- | ----- |
| 1. August  | Esmé Howard, 1. Baron Howard of Penrith | britischer Diplomat                                                                                      | 75    |       |
| 1. August  | Joachim von Levetzow                    | deutscher Offizier, Gutsbesitzer, oldenburgischer Landtagsabgeordneter und Verbandsfunktionär            | 79    |       |
| 1. August  | Richard Uhden                           | deutscher Geograph                                                                                       | 39    |       |
| 2. August  | Royal C. Johnson                        | US-amerikanischer Politiker                                                                              | 56    |       |
| 2. August  | Harvey Spencer Lewis                    | US-amerikanischer Martinist und Rosenkreuzer                                                             | 55    |       |
| 3. August  | August Enna                             | dänischer Musiker und Komponist                                                                          | 80    |       |
| 3. August  | August Schmidt                          | deutscher Politiker (KPD), MdHB                                                                          | 55    |       |
| 3. August  | August Wilckens                         | deutscher Maler und Restaurator                                                                          | 69    |       |
| 4. August  | Mathias Jenny                           | österreichischer Politiker (CS), Abgeordneter zum Vorarlberger Landtag                                   | 73    |       |
| 5. August  | Charles Du Bos                          | französischer Schriftsteller und Literaturkritiker                                                       | 56    |       |
| 5. August  | Karl Mohns                              | deutscher Pilot                                                                                          | 51    |       |
| 6. August  | Karl Arthur Held                        | deutscher Landschaftsmaler und Autor                                                                     | 55    |       |
| 6. August  | Franklin Wheeler Mondell                | US-amerikanischer Politiker                                                                              | 78    |       |
| 6. August  | Gaetano Scorza                          | italienischer Mathematiker                                                                               | 62    |       |
| 6. August  | Karl Friedrich Speck                    | deutscher Beamter, Staatsminister und Politiker (BVP, Zentrum), MdR                                      | 77    |       |
| 7. August  | Karl Boden                              | deutscher Geologe und Paläontologe                                                                       | 56    |       |
| 7. August  | Werner Hantelmann                       | deutscher Maler und Bildhauer                                                                            | 68    |       |
| 7. August  | Josef Heimgartner                       | schweizerischer Maler                                                                                    | 71    |       |
| 7. August  | Eugen Heller                            | deutscher Geschäftsmann                                                                                  | 77    |       |
| 7. August  | August Hellmann                         | deutscher Lehrer und Politiker (SPD), MdHB, MdR                                                          | 69    |       |
| 7. August  | Rudi Opitz                              | deutscher Fotograf und Chemigraf, Gegner und Opfer des Nationalsozialismus                               | 31    |       |
| 7. August  | Edmund Platt                            | US-amerikanischer Politiker (Republikanische Partei), Journalist und Bankmanager                         | 74    |       |
| 7. August  | Basil Vogt                              | liechtensteinischer Zimmermann, Landwirt und Landtagsabgeordneter                                        | 60    |       |
| 8. August  | Algernon Coleman                        | US-amerikanischer Romanist und Fremdsprachendidaktiker                                                   | 62    |       |
| 8. August  | Theodor Hummel                          | deutscher Maler                                                                                          | 74    |       |
| 9. August  | Fritz Mannheimer                        | deutsch-niederländischer Bankier und Kunstsammler                                                        | 48    |       |
| 9. August  | Franz Naval                             | österreichischer Opernsänger                                                                             | 73    |       |
| 10. August | Carlo Galimberti                        | italienischer Gewichtheber                                                                               | 45    |       |
| 10. August | Hans Rehmann                            | Schweizer Schauspieler                                                                                   | 39    |       |
| 11. August | Hans Blau                               | Schweizer Beamter                                                                                        | 70    |       |
| 11. August | Jean Bugatti                            | französisch-italienischer Automobildesigner, -fabrikant und Testfahrer                                   | 30    |       |
| 11. August | Paul Epstein                            | deutscher Mathematiker                                                                                   | 68    |       |
| 11. August | Siegfried Flesch                        | österreichischer Säbelfechter                                                                            | 67    |       |
| 11. August | Clara Hepner                            | deutsche Kinderbuchautorin und Dichterin                                                                 | 78    |       |
| 12. August | Giordano Aldrighetti                    | italienischer Motorrad- und Automobilrennfahrer                                                          | 33    |       |
| 12. August | Heinz Beckmann                          | deutscher lutherischer Theologe                                                                          | 62    |       |
| 12. August | Franz Blauensteiner                     | österreichischer Maler                                                                                   | 42    |       |
| 12. August | Max Dwinger                             | niederländischer Fechter                                                                                 | 69    |       |
| 12. August | Helene Fehdmer                          | deutsche Schauspielerin                                                                                  | 67    |       |
| 12. August | Rudolf Hatschek                         | österreichischer Arzt, der vom NS-Regime verfolgt wurde                                                  | 65    |       |
| 12. August | Ernst Seger                             | deutscher Bildhauer                                                                                      | 70    |       |
| 13. August | Charles Godel                           | Schweizer Politiker                                                                                      | 73    |       |
| 13. August | Ludwig Hülgerth                         | österreichischer Militär und Politiker                                                                   | 64    |       |
| 13. August | Minna Popken                            | deutsche in der Schweiz wirkende Ärztin und Seelsorgerin                                                 | 72    |       |
| 13. August | Else Wirminghaus                        | deutsche Autorin und Förderin der Frauenbewegung                                                         | 72    |       |
| 14. August | Claus von Below-Saleske                 | deutscher Diplomat                                                                                       | 73    |       |
| 14. August | Bruno Borchardt                         | deutscher Politiker und Schriftsteller                                                                   | 79    |       |
| 14. August | Isaak Israilewitsch Brodski             | russischer Künstler                                                                                      | 55    |       |
| 16. August | Max Mendheim                            | deutscher Schriftsteller, Redakteur, Lyriker und Kritiker                                                | 77    |       |
| 16. August | Jack Roscamp                            | englischer Fußballspieler                                                                                | 38    |       |
| 16. August | Martha Ruben-Wolf                       | deutsche Ärztin und Autorin                                                                              | 52    |       |
| 16. August | Franz Xaver Weixler                     | deutscher Politiker (BVP), MdR                                                                           | 68    |       |
| 17. August | Emil Baensch                            | US-amerikanischer Politiker                                                                              | 82    |       |
| 17. August | Wojciech Korfanty                       | polnischer Nationalist, Politiker und Freischärler, MdR, polnischer Ministerpräsident, Mitglied des Sejm | 66    |       |
| 17. August | Hermann Schwarzwald                     | österreichischer Jurist und Bankdirektor                                                                 | 68    |       |
| 17. August | Willy Ziegler                           | deutscher Politiker (SPD, USPD, KPD, KAG)                                                                | 60    |       |
| 18. August | Karl Heise                              | deutscher Autor esoterischer Werke                                                                       | 66    |       |
| 18. August | Robert Neppach                          | österreichischstämmiger und in Deutschland aktiver Filmarchitekt, Kostümbildner und Filmproduzent        | 49    |       |
| 18. August | Josef von Seilern und Aspang            | österreichischer Ornithologe und Oologe                                                                  | 55    |       |
| 19. August | Chalel Dosmuchamedow                    | kasachischer Arzt und Politiker                                                                          | 56    |       |
| 19. August | Paul Ebert                              | deutscher Marineoffizier                                                                                 | 65    |       |
| 19. August | Achille Fortier                         | kanadischer Komponist und Musikpädagoge                                                                  | 74    |       |
| 19. August | Otto Mensing                            | deutscher Sprachforscher                                                                                 | 71    |       |
| 19. August | Frank Wild                              | britischer Polarforscher                                                                                 | 66    |       |
| 20. August | Edward Bulfin                           | britischer General                                                                                       | 76    |       |
| 20. August | Henry George Carroll                    | kanadischer Politiker, Vizegouverneur von Québec                                                         | 74    |       |
| 20. August | Elise Fink                              | plattdeutsche Dichterin und Schriftstellerin                                                             | 76    |       |
| 20. August | Hugo Schnars-Alquist                    | deutscher Marinemaler                                                                                    | 83    |       |
| 21. August | Gustav Czimeg                           | Bühnen- und Stummfilmschauspieler                                                                        | 61    |       |
| 21. August | Ernst Gennat                            | deutscher Kriminalpolizist                                                                               | 59    |       |
| 21. August | Adolf Lobe                              | deutscher Rechtswissenschaftler und Politiker (Reichspartei für Volksrecht und Aufwertung, DDP), MdR     | 79    |       |
| 21. August | Wernher von Ow-Wachendorf               | deutscher Jurist, Volkswirtschaftler, Diplomat, Gesandter                                                | 53    |       |
| 21. August | Ludwig Scharf                           | deutscher Lyriker und Übersetzer                                                                         | 75    |       |
| 22. August | Luigi Costigliolo                       | italienischer Turner                                                                                     | 47    |       |
| 22. August | Helmut Hampe                            | deutscher Musiklehrer und Ornithologe                                                                    | 42    |       |
| 22. August | Emil Luckow                             | deutscher Arzt und Turnlehrer                                                                            | 80    |       |
| 22. August | Eduard Mosler                           | deutscher Bankier, Sprecher der Deutschen Bank (1934–1939)                                               | 66    |       |
| 22. August | Iris Guiver Wilkinson                   | Pseudonym: Robin Hyde neuseeländische Dichterin, Romanautorin und Journalistin                           | 33    |       |
| 23. August | Germán Busch Becerra                    | bolivianischer Offizier und Staatspräsident Boliviens                                                    | 35    |       |
| 23. August | Sigmund Dallinger                       | deutscher Maler                                                                                          | 63    |       |
| 23. August | Eugène-Henri Gravelotte                 | französischer Fechter                                                                                    | 63    |       |
| 23. August | Sidney Howard                           | US-amerikanischer Drehbuchautor und Dramatiker                                                           | 48    |       |
| 23. August | Oskar von Watter                        | deutscher Offizier, zuletzt Generalleutnant                                                              | 77    |       |
| 25. August | Karl Friedrich Gsur                     | österreichischer Maler                                                                                   | 68    |       |
| 25. August | Paul Irniger                            | Schweizer Delinquent                                                                                     | 25    |       |
| 25. August | Dines Jensen                            | norwegischer Gewerkschaftsfunktionär                                                                     | 89    |       |
| 25. August | Anton Pohl                              | österreichischer Konsumgenossenschafter                                                                  | 69    |       |
| 25. August | Babe Siebert                            | kanadischer Eishockeyspieler                                                                             | 35    |       |
| 25. August | Jan Vos                                 | niederländischer Fußballspieler                                                                          | 51    |       |
| 26. August | Wilhelm Burkamp                         | deutscher Philosoph                                                                                      | 60    |       |
| 26. August | Oliver W. Frey                          | US-amerikanischer Politiker                                                                              | 51    |       |
| 26. August | James Henschel                          | deutscher Kinopionier und Kaufmann                                                                       | 76    |       |
| 26. August | Louis Heusghem                          | belgischer Radrennfahrer                                                                                 | 56    |       |
| 26. August | Heinrich Schellen                       | deutscher Verwaltungsjurist und Richter                                                                  | 62    |       |
| 26. August | Ludwig Schuch                           | deutscher Varietédirektor                                                                                | 53    |       |
| 27. August | Stanisław Baczyński                     | polnischer Schriftsteller                                                                                | 49    |       |
| 27. August | Rüdiger Berlit                          | deutscher expressionistischer Maler, Aquarellist und Graphiker                                           | 56    |       |
| 28. August | Julius Binder                           | deutscher Rechtsphilosoph                                                                                | 69    |       |
| 28. August | Maximilian Daublebsky von Eichhain      | österreichischer Vizeadmiral                                                                             | 74    |       |
| 28. August | Frederick Carl Frieseke                 | US-amerikanischer Maler                                                                                  | 65    |       |
| 28. August | Henry Smith Pritchett                   | US-amerikanischer Pädagoge und Astronom                                                                  | 82    |       |
| 28. August | Bruno Tanzmann                          | deutscher völkischer Verleger und Schriftsteller                                                         | 60    |       |
| 28. August | Viktorin Weyer                          | österreichischer Benediktiner und Abt                                                                    | 72    |       |
| 29. August | Joseph Askinasy                         | ukrainisch-mexikanischer Soziologe, Schriftsteller und Journalist                                        | 59    |       |
| 29. August | Alice Bálint                            | ungarische Psychoanalytikerin                                                                            | 41    |       |
| 29. August | Jessica Dismorr                         | britische Malerin des Vortizismus                                                                        | 54    |       |
| 29. August | Lew Wladimirowitsch Myssowski           | russischer Physiker                                                                                      | 51    |       |
| 29. August | Wilhelm von Speyr                       | Schweizer Psychiater                                                                                     | 86    |       |
| 29. August | Karl Stählin                            | deutscher Historiker                                                                                     | 74    |       |
| 30. August | Wilhelm Bölsche                         | deutscher Schriftsteller und Naturforscher                                                               | 78    |       |
| 30. August | Louise Demuth                           | österreichische Sängerin und Komponistin                                                                 | 51    |       |
| 30. August | Alfred Fischer                          | deutscher Opernsänger                                                                                    | 60    |       |
| 30. August | Andreas Kompatscher                     | Tiroler Bildhauer                                                                                        | 74    |       |
| 30. August | Hans Kundt                              | preußischer Generalmajor, bolivianischer Kriegsminister                                                  | 70    |       |
| 30. August | Iwan Jurjewitsch Timoschenko            | ukrainischer Mathematikhistoriker                                                                        | 76    |       |
| 31. August | Frederick Courtney Tarr                 | US-amerikanischer Romanist und Hispanist                                                                 | 43    |       |
| 31. August | Wilhelm Wache                           | österreichischer Politiker (SdP), Abgeordneter zum Nationalrat                                           | 64    |       |
| 31. August | Karl Wehrhan                            | deutscher Lehrer, Schriftsteller und Sprachforscher                                                      | 68    |       |
|            | Paul Herold                             | deutschamerikanischer Artist und Zirkusdarsteller                                                        | 64    |       |

## September
| Tag           | Name                                  | Beruf, bekannt als                                                                              | Alter | Beleg |
| ------------- | ------------------------------------- | ----------------------------------------------------------------------------------------------- | ----- | ----- |
| 1. September  | Konrad Guderski                       | polnischer Leutnant und Ingenieur                                                               | 39    |       |
| 1. September  | Hermann Tögel                         | deutscher Religionspädagoge und Autor                                                           | 70    |       |
| 2. September  | Harfen-Agnes                          | deutsche Bänkelsängerin und Braunschweiger Stadtoriginal                                        | 73    |       |
| 2. September  | Josef Moriggl                         | österreichischer Bergsteiger und Alpinschriftsteller                                            | 59    |       |
| 2. September  | Stanisław Przybyński                  | polnischer Offizier                                                                             | 51    |       |
| 2. September  | Zeno J. Rives                         | US-amerikanischer Politiker                                                                     | 65    |       |
| 3. September  | Frederick H. Blair                    | kanadischer Organist, Chorleiter, Pianist und Musikpädagoge                                     | 65    |       |
| 3. September  | Rosa Ethofer                          | österreichische Opernsängerin (Sopran/Mezzosopran/Alt) und Gesangspädagogin                     | 62    |       |
| 3. September  | Edvard Westermarck                    | Begründer der finnischen Soziologie                                                             | 76    |       |
| 4. September  | Hermann Diez                          | deutscher Journalist                                                                            | 73    |       |
| 4. September  | Andrzej Sołtan-Pereświat              | polnischer Ruderer                                                                              | 32    |       |
| 4. September  | Charles S. Wharton                    | US-amerikanischer Politiker                                                                     | 64    |       |
| 5. September  | Irving Feinstein                      | US-amerikanischer Gangster in New York City                                                     |       |       |
| 5. September  | Wilhelm Hambüchen                     | deutscher Landschafts- und Marinemaler                                                          | 70    |       |
| 5. September  | Adolf Freiherr von Hammerstein-Loxten | deutscher Grundbesitzer, Staatsbeamter und Politiker (DHP, ChrsV), MdR                          | 71    |       |
| 5. September  | Karl Heldrich                         | deutscher Rechtswissenschaftler                                                                 | 39    |       |
| 5. September  | Eugen von Hippel                      | deutscher Augenarzt                                                                             | 72    |       |
| 5. September  | Paul Meissner                         | deutscher Architekt, Hochschullehrer und Denkmalpfleger                                         | 71    |       |
| 6. September  | Martin Brendel                        | deutscher Astronom                                                                              | 77    |       |
| 6. September  | Karl Hammes                           | deutscher Opernsänger (Bariton) und Jagdflieger im Ersten und Zweiten Weltkrieg                 | 43    |       |
| 6. September  | Berthold Heymann                      | deutscher Politiker (SPD)                                                                       | 69    |       |
| 6. September  | Arthur Rackham                        | britischer Illustrator                                                                          | 71    |       |
| 6. September  | Wilhelm Vogelsang                     | deutscher Unternehmer                                                                           | 62    |       |
| 7. September  | Izumi Kyōka                           | japanischer Schriftsteller                                                                      | 65    |       |
| 7. September  | Heinrich Jassoy                       | deutscher Architekt des Historismus und Hochschullehrer                                         | 76    |       |
| 7. September  | Eugen Naumann                         | deutscher Politiker, Landrat und Mitglied des polnischen Sejm                                   | 65    |       |
| 7. September  | Ernst Rossius-Rhyn                    | deutscher Architekt                                                                             | 65    |       |
| 7. September  | Kurt Voß                              | deutscher Journalist und nationalistischer Kulturpolitiker in Hannover                          | 42    |       |
| 8. September  | Kurt Ramien                           | deutscher Marineoffizier, zuletzt Konteradmiral                                                 | 49    |       |
| 8. September  | Nachum Zemach                         | Theaterdirektor                                                                                 |       |       |
| 9. September  | Richard Arnold Bermann                | österreichischer Journalist und Schriftsteller                                                  | 56    |       |
| 9. September  | Johannes Lindworsky                   | deutscher Jesuit, Psychologe und Hochschullehrer                                                | 64    |       |
| 9. September  | Johannes Madel                        | deutscher Geologe und Professor für Bergbau an der Bergakademie Freiberg                        | 51    |       |
| 9. September  | Leon Raszeja                          | polnischer Jurist; jüngerer Bruder von Franciszek Raszeja und Maksymilian Raszeja               | 38    |       |
| 9. September  | Karl Werner                           | deutscher Filmproduzent und Regisseur zur Stummfilmzeit                                         | 61    |       |
| 10. September | Karl Brandler-Pracht                  | österreichischer Schauspieler, Autor und Astrologe                                              | 75    |       |
| 10. September | Joachim Meyer-Quade                   | deutscher Politiker (NSDAP), MdR, MdL, SA-Führer                                                | 41    |       |
| 10. September | Władysław Raginis                     | polnischer Hauptmann                                                                            | 31    |       |
| 10. September | Hugo Riesenfeld                       | österreichisch-US-amerikanischer Filmkomponist                                                  | 60    |       |
| 10. September | Klaus Werner Schede                   | deutscher Klassischer Archäologe                                                                | 25    |       |
| 11. September | Wilhelm Brodmerkel                    | Kreisleiter (NSDAP), Hauptmann der Reserve (Wehrmacht)                                          | 44    |       |
| 11. September | Marion De Vries                       | US-amerikanischer Jurist und Politiker                                                          | 74    |       |
| 11. September | Charles Hall Grandgent                | US-amerikanischer Romanist und Italianist                                                       | 76    |       |
| 11. September | Konstantin Alexejewitsch Korowin      | russischer Maler, Bühnenbildner und Pädagoge                                                    | 77    |       |
| 11. September | Wilhelm Schmid                        | Schweizer Oberstdivisionär                                                                      | 81    |       |
| 11. September | Theodor Wotschke                      | deutscher Historiker, Philosoph, evangelischer Theologe und Lehrer                              | 68    |       |
| 12. September | Henry Chandler Cowles                 | US-amerikanischer Botaniker und Vegetationskundler                                              | 70    |       |
| 12. September | Adolf Müller                          | deutscher Ordensgeistlicher, Astronom, Mathematiker und Missionar                               | 86    |       |
| 12. September | Fjodor Fjodorowitsch Raskolnikow      | sowjetischer KP-Funktionär, Diplomat und Flottenkommandeur                                      | 47    |       |
| 12. September | Heinrich Wessel                       | deutscher Verleger und Politiker                                                                | 70    |       |
| 13. September | Angelo Dolci                          | italienischer Kardinal der römisch-katholischen Kirche                                          | 72    |       |
| 13. September | Olav Duun                             | norwegischer Schriftsteller                                                                     | 62    |       |
| 13. September | Otto Eggerth                          | deutscher Theater- und Filmschauspieler sowie Stummfilmregisseur und Drehbuchautor              | 73    |       |
| 13. September | Eugene Foss                           | US-amerikanischer Politiker                                                                     | 80    |       |
| 13. September | August Grimm                          | deutscher Architekt                                                                             |       |       |
| 13. September | Stanisław Klimek                      | polnischer Anthropologe, Ethnologe und Hochschullehrer                                          | 36    |       |
| 13. September | Benedikt Schmittmann                  | deutscher Sozialwissenschaftler                                                                 | 67    |       |
| 13. September | Arthur George Walker                  | britischer Bildhauer, Maler, Mosaikkünstler und Illustrator                                     | 77    |       |
| 14. September | Mathieu Pfeil                         | deutscher Theaterschauspieler                                                                   | 77    |       |
| 14. September | Gisela von Poellnitz                  | deutsche Journalistin und Widerstandskämpferin                                                  | 28    |       |
| 14. September | Algernon Talmage                      | britischer impressionistischer Maler, Grafiker und Kunstpädagoge                                | 68    |       |
| 15. September | Jens Bratlie                          | norwegischer Jurist, Offizier und konservativer Politiker (Høyre), Mitglied des Storting        | 83    |       |
| 15. September | August Dickmann                       | deutscher Kriegsdienstverweigerer, Zeuge Jehovas                                                | 29    |       |
| 15. September | Rodolpho von Ihering                  | deutscher Zoologe                                                                               | 56    |       |
| 15. September | Franz-Joseph zu Isenburg-Birstein     | deutscher Adeliger, Standesherr und Chef des Hauses Isenburg-Birstein                           | 70    |       |
| 15. September | Friedrich Karmann                     | deutscher Offizier, zuletzt General der Infanterie                                              | 54    |       |
| 15. September | Werner Pinzger                        | deutscher Reichsgerichtsrat                                                                     | 61    |       |
| 15. September | Lawrence Yates Sherman                | US-amerikanischer Politiker                                                                     | 80    |       |
| 15. September | Sam V. Stewart                        | US-amerikanischer Jurist und Politiker                                                          | 67    |       |
| 16. September | Francesco Alberti                     | Schweizer römisch-katholischer Geistlicher, Journalist und Politiker                            | 57    |       |
| 16. September | Wladimir Alexandrowitsch Basarow      | russischer Philosoph und Publizist                                                              | 65    |       |
| 16. September | Ludwig Richard Conradi                | deutscher Missionar der Gemeinschaft der Siebenten-Tags-Adventisten                             | 83    |       |
| 16. September | Thomas M. Eaton                       | US-amerikanischer Politiker                                                                     | 43    |       |
| 16. September | Alexander Kircher                     | deutsch-österreichischer Marinemaler                                                            | 72    |       |
| 16. September | Kateryna Lasarewska                   | sowjetische Historikerin                                                                        | 60    |       |
| 16. September | Hanns Alexander Simons                | deutscher Bauingenieur und Rektor der Technischen Hochschule Hannover                           | 39    |       |
| 16. September | Nikolaos Triantafyllakos              | griechischer Politiker und Ministerpräsident                                                    | 84    |       |
| 16. September | Otto Wels                             | deutscher Politiker (SPD), MdR                                                                  | 66    |       |
| 17. September | Adolph Nägel                          | deutscher Maschinenbauingenieur und Hochschullehrer                                             | 63    |       |
| 17. September | Otto Röhm                             | deutscher Unternehmer                                                                           | 63    |       |
| 17. September | Otto Ruff                             | deutscher Chemiker                                                                              | 67    |       |
| 18. September | Cornelis Dopper                       | niederländischer Komponist                                                                      | 69    |       |
| 18. September | Lothar Erdmann                        | deutscher Journalist                                                                            | 50    |       |
| 18. September | Gwen John                             | walisische Malerin                                                                              | 63    |       |
| 18. September | Carl Lehle                            | deutscher Ruderer                                                                               | 66    |       |
| 18. September | Hugo Urban-Emmerich                   | tschechoslowakischer Unternehmer und Automobilrennfahrer                                        | 52    |       |
| 18. September | Stanisław Ignacy Witkiewicz           | polnischer Schriftsteller, Maler, Fotograf und Philosoph                                        | 54    |       |
| 19. September | Stanisław Dąbek                       | Oberst der Polnischen Streitkräfte                                                              | 47    |       |
| 19. September | Paul Eggers                           | deutscher Kaufmann und Politiker (DNVP), MdR                                                    | 51    |       |
| 19. September | Franz Haslberger                      | deutscher Skispringer                                                                           | 24    |       |
| 19. September | Bertha von Hillern                    | deutschamerikanische Landschaftsmalerin und Leichtathletin                                      | 82    |       |
| 19. September | Paul Lembke                           | Oberbürgermeister von Mülheim an der Ruhr                                                       | 79    |       |
| 19. September | Arent Jan Wensinck                    | niederländischer Islamwissenschaftler                                                           | 57    |       |
| 20. September | Paul Bruchési                         | kanadischer Geistlicher und römisch-katholischer Erzbischof von Montréal                        | 83    |       |
| 20. September | Hermann Brunn                         | deutscher Mathematiker                                                                          | 77    |       |
| 20. September | Andrew Crommelin                      | britischer Astronom                                                                             | 74    |       |
| 20. September | Tadeusz Dołęga-Mostowicz              | polnischer Journalist und Schriftsteller                                                        | 41    |       |
| 21. September | Armand Călinescu                      | rumänischer Politiker, Ministerpräsident des Landes                                             | 46    |       |
| 21. September | Georg Froehlich                       | österreichischer Rechtswissenschaftler, Legist und Verfassungsrichter                           | 67    |       |
| 21. September | Bernhard Harms                        | deutscher Wirtschaftswissenschaftler                                                            | 63    |       |
| 21. September | Mary Elizabeth Tripe                  | neuseeländische Porträtmalerin                                                                  | 69    |       |
| 21. September | Georg Witkowski                       | deutscher Literaturhistoriker                                                                   | 76    |       |
| 22. September | Peter Bell                            | deutscher Lehrer und Politiker (NSDAP), MdR                                                     | 50    |       |
| 22. September | Robert W. Bonynge                     | US-amerikanischer Politiker                                                                     | 76    |       |
| 22. September | James Pyle Wickersham Crawford        | US-amerikanischer Romanist und Hispanist                                                        | 57    |       |
| 22. September | Richard Dammann                       | deutscher Bankier und Kunstsammler                                                              | 49    |       |
| 22. September | Werner von Fritsch                    | deutscher Offizier                                                                              | 59    |       |
| 22. September | Rowland Louis Johnston                | US-amerikanischer Politiker                                                                     | 67    |       |
| 22. September | Leszek Lubicz-Nycz                    | polnischer Säbelfechter                                                                         | 40    |       |
| 22. September | Bernhard Moritz                       | deutscher Orientalist                                                                           | 80    |       |
| 23. September | Sigmund Freud                         | Begründer der Psychoanalyse                                                                     | 83    |       |
| 23. September | Hermann Geib                          | deutscher Politiker                                                                             | 67    |       |
| 23. September | August Kruckow                        | deutscher Rundfunkpionier und Staatssekretär                                                    | 64    |       |
| 23. September | Francisco León de la Barra            | mexikanischer Politiker                                                                         | 76    |       |
| 23. September | Louis Levin                           | deutscher Jurist                                                                                | 74    |       |
| 23. September | Albert Moll                           | deutscher Arzt, Psychiater und Sexualwissenschaftler                                            | 77    |       |
| 23. September | Okada Saburōsuke                      | japanischer Maler                                                                               | 70    |       |
| 23. September | Frits Van den Berghe                  | belgischer Maler                                                                                | 56    |       |
| 24. September | Friedrich Dingeldey                   | deutscher Mathematiker                                                                          | 79    |       |
| 24. September | Danilo von Montenegro                 | Mitglied aus dem Haus Petrović-Njegoš und König von Montenegro                                  | 68    |       |
| 24. September | Carl Laemmle                          | deutsch-amerikanischer Filmproduzent                                                            | 72    |       |
| 24. September | Ernest M. Pollard                     | US-amerikanischer Politiker                                                                     | 70    |       |
| 24. September | Hermann Stodte                        | deutscher Pädagoge und Schulleiter                                                              | 68    |       |
| 24. September | Józef Szanajca                        | polnischer Architekt                                                                            | 37    |       |
| 24. September | Charles Tatham                        | US-amerikanischer Fechter                                                                       | 85    |       |
| 25. September | Charles Arentz                        | norwegischer Segler                                                                             | 60    |       |
| 25. September | Max Heimann                           | deutscher Jurist und Politiker (DVP), MdL                                                       | 66    |       |
| 25. September | Fridolin Holzer                       | deutscher Verleger und Dichter                                                                  | 62    |       |
| 25. September | Emil Mattiesen                        | deutsch-baltischer Komponist und Philosoph                                                      | 64    |       |
| 25. September | Wilhelm von Radowitz                  | deutscher Diplomat und 1917/18 Leiter der Reichskanzlei                                         | 64    |       |
| 25. September | Alfred Wotquenne                      | belgischer Musikbibliograph, Bibliothekar, Musikwissenschaftler und Komponist                   | 72    |       |
| 26. September | Hermann Aellen                        | Schweizer Schriftsteller und Journalist                                                         | 52    |       |
| 26. September | Ottó Titusz Bláthy                    | ungarischer Maschinenbau-Ingenieur                                                              | 79    |       |
| 26. September | Friedrich-Adolf Kuls                  | deutscher SA-Führer und NS-Funktionär                                                           | 42    |       |
| 26. September | George W. Prince                      | US-amerikanischer Politiker                                                                     | 85    |       |
| 26. September | Hans Raithel                          | deutscher Heimatdichter, Schriftsteller und Gymnasialprofessor                                  | 75    |       |
| 26. September | John Sanford                          | US-amerikanischer Politiker                                                                     | 88    |       |
| 26. September | Josef Wegscheider                     | als Zeuge Jehovas Opfer des Nationalsozialismus                                                 | 41    |       |
| 27. September | Abraham Bailey                        | US-amerikanischer Baseballspieler                                                               | 44    |       |
| 27. September | Emil Baumgärtel                       | österreichischer Politiker, Landtagsabgeordneter, Abgeordneter zum Nationalrat                  | 54    |       |
| 27. September | Anton Köhler                          | deutsch-böhmischer Dirigent und Komponist                                                       | 74    |       |
| 27. September | Charles J. Mendelsohn                 | US-amerikanischer Philologe, Historiker und Kryptologe                                          | 58    |       |
| 27. September | David Nepomuceno                      | philippinischer Leichtathlet                                                                    | 39    |       |
| 27. September | Richard Uffeln                        | deutscher Lokalpolitiker, Bürgermeister von Moringen (1890–1927)                                | 80    |       |
| 27. September | Hermann vom Endt                      | deutscher Architekt                                                                             | 78    |       |
| 28. September | Samuel Dickstein                      | polnischer Mathematiker                                                                         | 88    |       |
| 28. September | George W. Edmonds                     | US-amerikanischer Politiker                                                                     | 75    |       |
| 28. September | Felicjan Szopski                      | polnischer Komponist, Musikpädagoge und -kritiker                                               | 74    |       |
| 29. September | Hermann Jochade                       | deutscher Gewerkschaftsfunktionär und Sekretär der Internationalen Transportarbeiter-Föderation | 63    |       |
| 29. September | Thomas S. McMillan                    | US-amerikanischer Politiker                                                                     | 50    |       |
| 30. September | Georg Fuchs                           | preußischer Offizier, zuletzt General der Infanterie                                            | 82    |       |
| 30. September | Juozas Tūbelis                        | litauischer Politiker und Premierminister                                                       | 57    |       |
| 30. September | Firminus Wickenhäuser                 | deutscher Franziskaner und Bildhauer                                                            | 63    |       |
| 30. September | Martha Wollstein                      | US-amerikanische Medizinerin und Forscherin                                                     | 70    |       |
| 000September  | Stefan Kaczmarz                       | polnischer Mathematiker                                                                         | 44    |       |
| 000September  | Aleksander Małecki                    | polnischer Säbelfechter                                                                         |       |       |